# 七顶山街道
七顶山街道，是中华人民共和国辽宁省大連市金州区下辖的一个乡镇级行政单位。

## 行政区划
七顶山街道下辖以下地区：
七顶山社区、老虎山社区、大莲泡村、付家村、梅家村、朱家村、陆海村、后海村和拉树山村。